# Pain (canção de Jimmy Eat World)
"Pain" é uma canção da banda americana Jimmy Eat World. Foi liberada como primeiro single do álbum de 2004 intitulado Futures e se tornou o segundo hit n° 1 na Billboard Modern Rock Tracks da banda. A música também faz parte da trilha sonora dos video games Tony Hawk's Underground 2, Midnight Club 3: DUB Edition, Guitar Hero: Van Halen e Karaoke Revolution Party. O Single foi certificado disco de ouro pela RIAA.

## Faixas
CD
1. "Pain" (versão do álbum)
2. "Shame" (demo)
3. "Yer Feet" (acústica ao vivo) (cover do Mojave 3)
4. "Pain" (video)

7" vinil
1. "Pain" (2:51)
2. "Shame" (5:40)

## Paradas
| Paradas musicais                               | Melhor posição |
| ---------------------------------------------- | -------------- |
| Canadá Rock Top 30 (Radio & Records)           | 5              |
| UK Singles (The Official Charts Company)       | 38             |
| Estados Unidos (Billboard Hot 100)             | 93             |
| Estados Unidos (Billboard Alternative Airplay) | 1              |